# Linepithema fuscum
Linepithema fuscum é uma espécie de formiga do gênero Linepithema.